# Phacus elegans
Espèce
Phacus elegans est une espèce d'algues qui fait partie des Euglenophyta, et que l'on trouve principalement dans des eaux riches en nutriments.